# Theodor Jellinghaus
Theodor Jellinghaus (* 21. Juni 1841 in Schlüsselburg; † 4. Oktober 1913 in Berlin) war ein deutscher evangelischer Theologe, Missionar und Pfarrer. Durch zahlreiche Bücher, Traktate und Aufsätze sowie durch die Gründung einer Bibelschule leistete er wesentliche Beiträge zur Popularisierung der Heiligungsgedanken in der deutschen Heiligungs- und Gemeinschaftsbewegung.

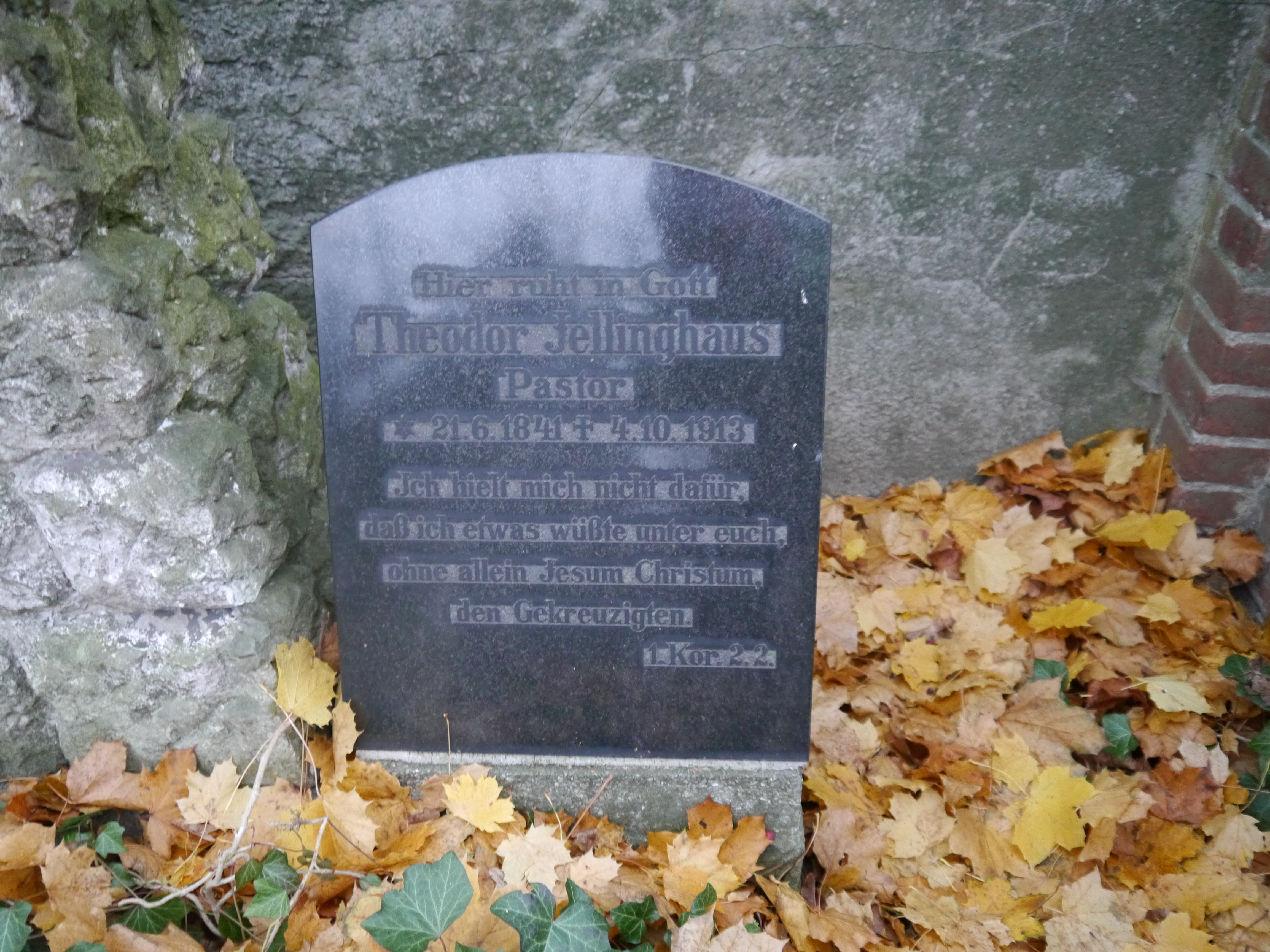
Grab von Theodor Jellinghaus auf dem Friedhof Lichtenrade

## Leben
Nach streng pietistischer Erziehung im Elternhaus besuchte der Pfarrerssohn Jellinghaus das Evangelisch Stiftische Gymnasium Gütersloh, wo er 1861 auch die Reifeprüfung ablegte. Er studierte Evangelische Theologie und war seit dem Jahre 1866 im Auftrag der Gossner Mission als Missionar in Indien tätig. 1870 kehrte er in seine Heimat zurück und wurde zunächst Dorfpfarrer in Rädnitz und 1881 in Gütergotz bei Potsdam. Bei seiner Teilnahme an den Heiligungsversammlungen in Oxford und Brighton (1874/1875) wurde Jellinghaus durch Robert Pearsall Smith für die Heiligungsbewegung gewonnen, an deren Ausbreitung in Deutschland er seitdem mitwirkte. 1880/81 schrieb er das Buch Das völlige, gegenwärtige Heil durch Christum, um die Gedanken der Heiligungsbewegung theologisch zu verarbeiten und in abgeschwächter Form wiederzugeben. Er hat sich bemüht, die amerikanischen Heiligungsgedanken mit dem deutschen reformatorischen Gedankengut zu verbinden. Ebenfalls eine Pionierleistung war 1885 die Einrichtung einer Bibelschule in seinem Pfarrhaus in Gütergotz, die er, 1894 wegen vorübergehender Depressionen vorzeitig pensioniert, später in Berlin weiterführte und die 1904 in Lichtenrade ein eigenes Haus bezog. 1888 war er an der ersten Gnadauer Konferenz beteiligt.
Im beginnenden 20. Jahrhundert sah Jellinghaus die Entwicklung der von ihm selbst maßgeblich geprägten Gemeinschaftsbewegung mit Sorge. So beteiligte er sich 1902 an der Einberufung einer Konferenz zur Vermittlung zwischen Gemeinschaftsbewegung, akademischer Theologie und Kirche, aus der 1905 der Eisenacher Bund hervorging. Als das Aufkommen der Pfingstbewegung 1907 zu einer schweren Krise der Gemeinschaftsbewegung führte, erklärte Jellinghaus erstmals, dass er mit den in Oxford und Brighton erworbenen Lehren nicht mehr übereinstimme. Zu einem öffentlichen Widerruf kam es wegen einer erneuten schweren Erkrankung noch nicht. 1911 gab er jedoch eine Erklärung über meine Lehrirrungen heraus und beschuldigte sich selbst, durch die Lehre von der unmittelbar heiligenden Kraft des Blutes Christi von der biblisch-reformatorischen Versöhnungslehre abgewichen zu sein.
Das Grab Theodor Jellinghaus' (und weiterer Angehöriger der großen Familie) ist auf dem Friedhof der Ev. Kirchengemeinde Berlin-Lichtenrade, der an der Paplitzer Straße liegt.

## Schriften (Auswahl)
- Die deutsche Volksmission, Verlag des Missions- und Frauen-Kranken-Vereins, Berlin 1873.
- Das völlige, gegenwärtige Heil durch Christum, Theologisches Literaturblatt, Dörffling & Franke 1880; Band 1 und 2, C. S. Spittler, 1886 und 1891; P. Kober, Basel 1898; Thormann & Goetsch, 1903.
- Rechtfertigung allein durch Christum, 1880.
- Heiligung allein durch Christum, 1881.